# Поньгома (озеро)
По́ньгома — озеро на территории Куземского сельского поселения Кемского района Республики Карелия.

## Общие сведения
Площадь озера — 45,2 км², площадь водосборного бассейна — 197 км². Располагается на высоте 103,6 метров над уровнем моря.
Форма озера лопастная, продолговатая, вытянуто с северо-запада на юго-восток. Берега озера сильно изрезанные, каменисто-песчаные, возвышенные.
С северо-запада в озеро впадает протока из озера Левицкого, в которое впадает ручей Кирвесоя, вытекающий из озера Топорного. В залив на юго-востоке озера впадает водоток без названия, вытекающий из озера Вуаръярви. С юго-востока вытекает река Поньгома.
В озере более двадцати островов различной площади. Крупнейший — Иван-Шаншари.
Населённые пункты возле озера отсутствуют. Ближайший — посёлок Шомба — расположен в 24 км к югу от озера.
Код объекта в государственном водном реестре — 02020000711102000003771.